# Mâle
Mâle is een plaats en voormalige gemeente in het Franse departement Orne in de regio Normandië en telt 755 inwoners (2004). De plaats maakt deel uit van het arrondissement Mortagne-au-Perche.

## Geschiedenis
Mâle is op 1 januari 2016 gefuseerd met de gemeenten Gémages, L'Hermitière, La Rouge, Saint-Agnan-sur-Erre en Le Theil tot de gemeente Val-au-Perche.  

## Geografie
De oppervlakte van Mâle bedraagt 22,2 km², de bevolkingsdichtheid is 34,0 inwoners per km².
De onderstaande kaart toont de ligging van Mâle met de belangrijkste infrastructuur en aangrenzende gemeenten.

## Demografie
Onderstaande figuur toont het verloop van het inwonertal (bron: INSEE-tellingen).
Gémages · L'Hermitière · Mâle · La Rouge · Saint-Agnan-sur-Erre · Le Theil